# Epsilonoides polycanthus
Epsilonoides polycanthus är en rundmaskart som beskrevs av Steiner 1931. Epsilonoides polycanthus ingår i släktet Epsilonoides och familjen Epsilonematidae. Inga underarter finns listade i Catalogue of Life.